# 法随院
法随院（ほうずいいん）は、東京都足立区にある浄土宗の寺院。

## 歴史
慶長年間（1596年 - 1615年）、専誉知雲によって開山された。隣の源証寺の末寺であったが、現在の源証寺は浄土宗から離脱して単立寺院となっており、本末関係はない。現在は北区の善徳寺との結びつきが強くなっている。
現在の伽藍は、1972年（昭和47年）建立の本堂と近年建てられたものと推測される民家風の庫裏と墓地しかないが、かつては表門や観音堂もあったという。

## 交通アクセス
- 舎人駅より徒歩8分（経路案内）。